# Carpolestes
Carpolestes – wymarły rodzaj przypominającego naczelne ssaka z rzędu Plesiadapiformes żyjącego w późnej epoce paleoceńskiej w Ameryce Północnej. Pojawił się około 58 milionów lat temu. Wyróżnia się 4 gatunki, które zdają się tworzyć jedną linię ewolucyjną. Najwcześniejszy z nich to Carpolestes dubius, uważany za przodka gatunku typowego Carpolestes nigridens. Z tego ostatniego z kolei wyewoluował najpóźniejszy z gatunków tego rodzaju, Carpolestes simpsoni.